# Cristian Cornejo
Pour les articles homonymes, voir Cornejo.
Cornejo  Aliste est un nom espagnol. Le premier nom de famille, en général paternel, est Cornejo ; le second, en général maternel, souvent omis, est Aliste.
Cristian Fabián Cornejo Aliste, né le 19 mai 1995, est un coureur cycliste chilien. Il participe à des compétitions sur route et sur piste.

## Palmarès sur route
- 2011
  - 2e du championnat du Chili du contre-la-montre cadets
  - 2e du championnat du Chili sur route cadets
- 2012
  -  Champion du Chili sur route juniors
- 2013
  - 3e du championnat du Chili du contre-la-montre juniors

## Palmarès sur piste

### Championnats du monde juniors
- Invercargill 2012
  -  Médaillé d'argent de la course aux points
- Glasgow 2013
  -  Médaillé de bronze du scratch juniors

### Championnats panaméricains
- Santiago 2015
  -  Médaillé de bronze de la poursuite par équipes (avec Luis Fernando Sepúlveda, Elías Tello et Felipe Peñaloza).
- Couva 2017
  -  Médaillé de bronze de la poursuite par équipes (avec Elías Tello, Luis Fernando Sepúlveda et Antonio Cabrera).

### Jeux bolivariens
- Santa Marta 2017
  -  Médaillé d'argent de la poursuite par équipes